# 10 juin dans les chemins de fer
10 mai 10 juillet
Chronologies thématiques
- Croisades
- Sports
- Disney

Cette page concerne les événements qui se sont déroulés un 10 juin dans les chemins de fer.

## Événements

### XIXesiècle
- 1860. Espagne : inauguration de la section Pampelune-Caparroso du chemin de fer de Pampelune à Saragosse (Compañia del ferrocarril de Zaragoza a Pamplona).

### XXesiècle
- 1987 en France, création de L'association loi de 1901 AHICF[1].

### XXIesiècle
- 2001 : France : ouverture de la station Val d'Europe de la ligne A du RER d'Île-de-France ;
- 2001 : Mise en service commercial de la LGV Méditerranée prolongement de la LGV Sud-Est reliant Valence dans la Drôme à Marseille ;
- 2006 : inauguration de la première phase de la ligne à grande vitesse est-européenne qui relie Vaires-sur-Marne en Seine-et-Marne à Baudrecourt en Moselle ;
- 2007 : Mise en service commercial de la LGV Est entre Vaires-sur-Marne en Seine-et-Marne à Baudrecourt en Moselle permettant de relier Strasbourg à Paris en 2 h 20.